# Episodi di Thierry La Fronde (quarta stagione)
La quarta stagione della serie televisiva Thierry La Fronde è stata trasmessa in anteprima in Francia dalla ORTF tra il 24 dicembre 1965 e il 27 marzo 1966.
| nº | Titolo originale         | Titolo italiano | Prima TV Francia | Prima TV Italia |
| -- | ------------------------ | --------------- | ---------------- | --------------- |
| 1  | Fausse monnaie           |                 | 24 dicembre 1965 |                 |
| 2  | Arsenic et damoiselle    |                 | 9 gennaio 1966   |                 |
| 3  | L'échafaud               |                 | 16 gennaio 1966  |                 |
| 4  | La dent de saint Liphard |                 | 23 gennaio 1966  |                 |
| 5  | Moi, le roi              |                 | 30 gennaio 1966  |                 |
| 6  | L'ogre de Brocéliande    |                 | 6 febbraio 1966  |                 |
| 7  | Jouets dangereux         |                 | 13 febbraio 1966 |                 |
| 8  | Échec au roi             |                 | 20 febbraio 1966 |                 |
| 9  | La fourche du diable     |                 | 27 febbraio 1966 |                 |
| 10 | Le trésor des Templiers  |                 | 6 marzo 1966     |                 |
| 11 | Ces dames de Pontorson   |                 | 13 marzo 1966    |                 |
| 12 | Le drame de Rouvres      |                 | 20 marzo 1966    |                 |
| 13 | La fille du roi          |                 | 27 marzo 1966    |                 |